# UFC Fight Night: Maynard vs. Diaz
UFC Fight Night: Maynard vs. Diaz (también conocido como UFC Fight Night 20) fue un evento de artes marciales mixtas celebrado por Ultimate Fighting Championship el 11 de enero de 2010 en el Patriot Center en Fairfax, Virginia.

## Historia
Se esperaba que Nik Lentz se enfrentara a Jeremy Stephens en el evento. Sin embargo, Stephens se retiró de la pelea debido a una lesión y fue sustituido por Thiago Tavares.
Se esperaba una pelea entre Josh Koscheck y Mike Pierce que tendría lugar en esta tarjeta. Sin embargo, Koscheck fue eliminado de este evento para enfrentarse con Anthony Johnson en UFC 106, mientras que Pierce se enfrentaría a Jon Fitch en UFC 107.

## Premios extras
Cada peleador recibió un bono de $30 000.
- Pelea de la Noche:  Tom Lawlor vs. Aaron Simpson
- KO de la Noche: Gerald Harris
- Sumisión de la Noche: Evan Dunham